# 闊步龍屬
闊步龍屬（學名：Hypsibema）是鴨嘴龍超科的一屬恐龍，生存於上白堊紀坎帕階的北美洲，約7500萬年前，但目前對其所知甚少。牠的化石是在美國北卡羅來納州及密蘇里州發現。雖然在密蘇里州發現的化石最初被認為是屬於小型的蜥腳下目，但目前推測牠是屬於鴨嘴龍超科。
模式種是粗尾闊步龍（H. crassicauda），是由愛德華·德林克·科普（Edward Drinker Cope）於1869年描述、命名。另一個物種密蘇里闊步龍（H. missouriensis）是密蘇里州的州恐龍。由於兩個物種都只有化石碎片，故被認為是疑名。